# Sankt Oswald bei Plankenwarth
Sankt Oswald bei Plankenwarth là một đô thị thuộc huyện Graz-Umgebung bang Steiermark, nước Áo. Đô thị Sankt Oswald bei Plankenwarth có diện tích 11,75 km², dân số thời điểm cuối năm 2008 là 1151 người.